# 그레이트 머펫 케이퍼
그레이트 머펫 케이퍼(The Great Muppet Caper)는 영국에서 제작된 짐 헨슨 감독의 1981년 영화이다. 짐 헨슨 등이 주연으로 출연하였고 프랭크 오즈 등이 제작에 참여하였다.

## 출연

### 주연
- 짐 헨슨
- 프랭크 오즈

### 조연
- 데이브 고엘즈
- 제리 넬슨
- 리처드 헌트
- 찰스 그로딘
- 다이아나 리그

## 제작진
- 협력프로듀서: 브루스 샤만
- 미술: 해리 랭
- 의상: 줄리 해리스
- 의상: 칼리스타 헨드릭슨
- 배역: 마이클 반스